# ヨアン・アンドル
ヨアン・アンドル（Yoann Andreu、1989年5月3日 - ）は、フランスの元サッカー選手。ポジションはDF。

## 経歴
2008年11月22日、OGCニース戦でプロデビュー。5日後のクラブ・ブルージュ戦でも先発起用された。その後契約期間を3年延長。
膝の怪我を理由に2018-19シーズン終了後の2019年5月23日に現役引退を発表した。